# Hans Stetter (Schauspieler)
Hans Stetter (* 16. August 1927 in Köln; † 29. Januar 2019 in München) war ein deutscher Schauspieler.

## Leben
Stetter erhielt seine schauspielerische Ausbildung an der Hochschule für dramatische Kunst in Leipzig. Sein erstes Engagement trat er am Theater am Schiffbauerdamm an, danach spielte er am Deutschen Theater. Von 1959 bis 1969 gehörte er zum Ensemble der Städtischen Bühnen Frankfurt, ab 1970 war Stetter Ensemblemitglied am Residenztheater in München. Er spielte unter anderem den Orest in Orestie, Gyges in Gyges und sein Ring, Pylades in Iphigenie auf Tauris, Philinte in Der Menschenfeind und Peter in Trauer muss Elektra tragen.
Sein Filmdebüt gab er 1954 bei der DEFA in Gefährliche Fracht. Darauf folgten viele andere Filme, wie Hotelboy Ed Martin (1955), Damals in Paris (1956) oder Die Schönste (1957). Zu seinen bekanntesten Rollen zählt die des Onkels in Rußige Zeiten und die des Roman Rottmann in der TV-Serie Alle meine Töchter. In der Serie Regina auf den Stufen verkörperte er die Rolle des Onkels Fritz. Weitere Charaktere mimte Hans Stetter in Tatort-Folgen oder in der Serie Derrick. Eine weitere bekannte Rolle übernahm er in der Liesl Karlstadt und Karl Valentin-Verfilmung von 2008.
Hans Stetter war ab 1989 mit der 2025 verstorbenen Schauspielerin Monika Lundi verheiratet und lebte in München.

## Filmografie
- 1954: Gefährliche Fracht
- 1955: Hotelboy Ed Martin
- 1956: Damals in Paris
- 1957: Die Schönste
- 1958: Nur eine Frau
- 1963: Penthesilea
- 1976: Das Fräulein von Scuderi
- 1976: Derrick – Episode: Tod der Kolibris
- 1977: Derrick – Episode: Mord im TEE 91
- 1978: Polizeiinspektion 1 – Episode: Aus wissenschaftlichen Gründen
- 1979: Tatort – Maria im Elend
- 1981: Der lebende Leichnam
- 1982: Das heiße Herz
- 1983: Traumlage
- 1984: Zinsen des Ruhms
- 1986: Tatort – Riedmüller, Vorname Sigi
- 1987: Die Krimistunde (Fernsehserie, Folge 26, Episode: "Der Kandidat")
- 1989: Forsthaus Falkenau (Serie) – Episode: Ein neuer Anfang
- 1989: Georg Elser – Einer aus Deutschland
- 1990: Regina auf den Stufen (Serie, 6 Folgen)
- 1992: Bistro, Bistro (Serie)
- 1993: Rußige Zeiten (Fernsehserie, 7 Folgen)
- 1993: Eurocops – Episode: Sumpfblüten
- 1995: Alle meine Töchter (Serie)
- 1997: Zwei zum Verlieben (Serie)
- 1997: Der Bulle von Tölz: Tod auf Tournee
- 1999: Pumuckls Abenteuer – Episode: Pumuckls rotes Bild
- 2001: Jenny & Co. – Episode: Die Hochzeitsüberraschung
- 2002: Verlorenes Land
- 2007: Siska – Episode: Requiem für einen Engel
- 2008: Liesl Karlstadt und Karl Valentin

## Hörspiele (Auswahl)
- 1957: Wolfgang Schreyer: Das Attentat (Nachrichtenleutnant) – Regie: Lothar Dutombé (Dokumentarhörspiel – Rundfunk der DDR)
- 1957: Walter Karl Schweickert/Gerhard Rentzsch: Der Weihnachtsmann lebt hinterm Mond (Pferdchenproduzent) – Regie: Herwart Grosse (Kinderhörspiel – Berliner Rundfunk)
- 1961: Philip Levene: Der Augenzeuge – Regie: Heinz-Otto Müller (Hessischer Rundfunk)
- 1969: Klaus Stoertebeker; Hoerspiel fuer Kinder
- 1978: Hans Rothe: Besondere Kennzeichen: Kurzsichtig – Regie: Ulrich www.steffi-line.deLauterbach (Hörspiel um Georg Büchner – BR/HR)
- 1993: Michael Koser: Der letzte Detektiv 28: UFU (Jacob) – Regie: Werner Klein (Hörspiel – BR)